# باول إم. جي. ليفي
باول إم. جي. ليفي هو أستاذ جامعي وصحفي وسياسي بلجيكي، ولد في 27 نوفمبر 1910 في إيكسل في بلجيكا، وتوفي في 16 أغسطس 2002 في Sainte-Ode ‏ في بلجيكا. انتخب عضو مجلس النواب البلجيكي ‏.